# Крюгер, Адальберт
Карл Николаус Адальберт Крюгер (нем. Karl Nikolaus Adalbert Krueger; 9 декабря, 1832, Мальборк — 21 апреля, 1896, Киль) — немецкий астроном.

## Биография
Работал в Боннской обсерватории и был главным помощником Аргеландера при описании северного звёздного неба. Позже Крюгер был директором обсерватории в Гельсингфорсе, Киле и Готе, где после смерти Петерса редактировал «Astronomische Nachrichten» — одним из первых международных журналов по астрономии, который был основан в 1821 году немецким астрономом Генрихом Христианом Шумахером. Помощником Крюгера в Гельсингфорсе с 1869 года до лета 1871 года работал российский астроном Василий Фабрициус.